# Niklas Hult
Niklas Hult, né le 13 février 1990 à Värnamo en Suède, est un footballeur international suédois qui évolue au poste d'arrière gauche à l'IF Elfsborg.

## Biographie

### IF Elfsborg
Le 10 novembre 2008, Hult est finaliste de la Mariedal Cup, le plus grand tournoi junior de football en salle du monde, où son équipe (l'IFK Värnamo) s'incline face à l'IF Elfsborg en finale. Élu meilleur joueur du tournoi, il signe, à 18 ans, un contrat de 3 ans avec… Elfsborg, deuxième du dernier championnat de Suède.
Le 1er mai 2009, il dispute son premier match sous ses nouvelles couleurs en entrant à la 88e minute de jeu en remplacement de Denni Avdic au Grimsta IP de Stockholm face à Brommapojkarna (1-1). Ce match constituera d'ailleurs sa seule participation en championnat à la saison 2009. En 2010, il intègre véritablement le groupe pro d'Elfsborg. Régulièrement présent sur le banc, il réapparait lors de la 12e journée en remplacement d'Emir Bajrami (défaite 2-0 sur le terrain de Mjällby AIF), puis la journée suivante face à l'AIK (victoire 4-0) avant d'être titularisé pour la première fois en championnat par Magnus Haglund lors de la 15e journée face à Örebro SK (match nul 3-3). Au cours de cette rencontre, Hult offrira une passe décisive à Denni Avdic pour le troisième but des Jaune et Noir. Le 26 septembre 2010, lors de la 25e journée, il marque son premier but en championnat à Stockholm, sur le terrain de l'IF Brommapojkarna, là même où il avait commencé la saison précédente.

### OGC Nice
Au mercato d'été 2014, il signe un contrat de 3 ans avec l'OGC Nice pour un transfert de 800 000€ alors que le club le suivait depuis un certain temps. Il inscrit son premier but sous les couleurs niçoises à l'Allianz Riviera le 23 janvier 2015 face à l'Olympique de Marseille (22e journée de championnat, victoire 2-1). 

### Panathinaïkos
Le 30 juin 2016, Niklas Hult rejoint la Grèce et le club du Panathinaïkos. Il joue son premier match sous ses nouvelles couleurs le 28 juillet 2016, lors d'une rencontre qualificative pour la Ligue Europa face à l'AIK Solna. Il est titulaire et son équipe l'emporte (1-0)

### AEK Athènes
Le 31 janvier 2018, Niklas Hult signe en faveur d'un autre club grec, l'AEK Athènes.

### Hanovre 96
Le 28 août 2020, Niklas Hult rejoint l'Allemagne et s'engage avec le Hanovre 96, qui évolue alors en deuxième division allemande. Il joue son premier match pour Hanovre le 14 septembre 2020 face au FC Würzburger Kickers, en coupe d'Allemagne. Il est titularisé au poste d'arrière gauche et son équipe s'impose par trois buts à deux.

### Carrière internationale
Le 11 octobre 2008, il dispute sa première rencontre internationale avec les -19 ans Suédois face à l'Islande lors d'un match de qualification pour le championnat d'Europe des moins de 19 ans de l'UEFA (3-3).
Le 9 février 2011, il est titularisé pour la première fois en Espoir à l'occasion d'un match amical au disputé à Cartaxo, au Portugal (défaite 3-1).

## Palmarès
- Championnat de Suède : 2012
- Championnat de Grèce : 2018